# La puritana (film 1986)
La puritana (La puritaine) è un film del 1986 diretto da Jacques Doillon.